# Liste de ligues de football américain en salle aux États-Unis

## Ligues actuelles

### Indoor Football League
Pour les articles homonymes, voir IFL.
L'Indoor Football League (IFL) est une ligue de football américain en salle professionnelle créée en 2008 à la suite de la fusion entre Intense Football League et United Indoor Football. La ligue est le deuxième plus haut niveau de football en salle / d'arène derrière l'Arena Football League (AFL) et a toujours fonctionné sous le même nom et la même structure d'entreprise, plus que toute autre ligue de football en salle actuelle, étant donné que la saison 2009 de l'AFL a été annulée et la ligue d'origine a déposé son bilan cette année-là. Les joueurs IFL gagnent un minimum de 200 USD par match joué (avant taxes). La saison 2018 compte généralement environ 16 matchs (sur 17 semaines), auxquels s’ajoutent des éliminatoires de deux tours ou plus.

### American Arena League
L'American Arena League (AAL) est une ligue de football américain en salle professionnelle mineure qui a débuté en 2018. La ligue a été créée par une fusion entre Arena Pro Football (APF) et la Can-Am Indoor Football League (Can-Am) bien qu'elle ne revendique que l’histoire de l'APF après que l’ancien fondateur de la Can-Am ait quitté la ligue. Les équipes des deux ligues, de nouvelles équipes et des équipes ultérieures de Supreme Indoor Football et de la National Arena League constituaient la nouvelle ligue pour sa saison inaugurale.

### Champions Indoor Football
La Champions Indoor Football (CIF) est une ligue professionnelle de football américain en salle créée en 2014 à la suite de la fusion de la Champions Professional Indoor Football League (CPIFL) et de la Lone Star Football League (LSFL), ainsi qu'une équipe de l'Indoor Football League  et deux équipes d'expansion. Les joueurs sont payés entre 75 $ et 300 $ par match avant les taxes. Aucun autre avantage n'est fourni.

### National Arena League
La National Arena League (NAL) est une ligue professionnelle de football américain  en salle qui a commencé à jouer en 2017. Elle s'appelait à l'origine la Arena Developmental League (ADL) lorsqu'elle fut formée par des équipes qui se séparaient l'Arena Indoor Football en juin 2016. Quand les Sharks de Jacksonville quittent l'Arena Football League pour les rejoindre, la ligue est réorganisée et devient la NAL. 

### National Gridiron League (États-Unis)
Ne doit pas être confondu avec la National Gridiron League (Australie) (en).
La National Gridiron League (NGL) est une ligue de football américain en salle qui prévoit de commencer à jouer au printemps 2019 avec 12 équipes alignées dans deux divisions.

### Les logos

Indoor Football League
American Arena League
Champions Indoor Football
National Arena League
National Gridiron League

## Ligues disparues
| Ligue                                         | Année de création | Année de disparition |
| --------------------------------------------- | ----------------- | -------------------- |
| Arena Football 2                              | 2000              | 2009                 |
| American Professional Football League         | 2003              | 2013                 |
| Arena Pro Football                            | 2016              | 2018                 |
| Can-Am Indoor Football League                 | 2017              | 2017                 |
| Champions Professional Indoor Football League | 2013              | 2014                 |
| Continental Indoor Football League            | 2006              | 2014                 |
| Independent Indoor Football Alliance          | 2008              | 2012                 |
| Indoor Football League                        | 1999              | 2000                 |
| Indoor Professional Football League           | 1999              | 2001                 |
| Intense Football League                       | 2003              | 2008                 |
| American Indoor Football                      | 2005              | 2016                 |
| Lone Star Football League                     | 2012              | 2014                 |
| National Indoor Football League               | 2001              | 2008                 |
| Professional Indoor Football League           | 1998              | 1998                 |
| Professional Indoor Football League           | 2012              | 2015                 |
| Southern Indoor Football League               | 2009              | 2011                 |
| Supreme Indoor Football                       | 2015              | 2017                 |
| Ultimate Indoor Football League               | 2010              | 2014                 |
| United Indoor Football                        | 2005              | 2008                 |
| X-League Indoor Football                      | 2013              | 2015                 |
| World Indoor Football League                  | 2007              | 2007                 |
| World Indoor Football League                  | 1988              | 1989                 |